# Saint-Remy-du-Nord
Saint-Remy-du-Nord é uma comuna francesa na região administrativa de Altos da França, no departamento do Norte. Estende-se por uma área de 5.91 km². Em 2010 a comuna tinha 1 118 habitantes (densidade: 189,2 hab./km²).